# Athyrium filix-femina
Athyrium filix-femina là một loài thực vật có mạch trong họ Woodsiaceae. Loài này được (L.) Roth miêu tả khoa học đầu tiên năm 1800.

## Hình ảnh

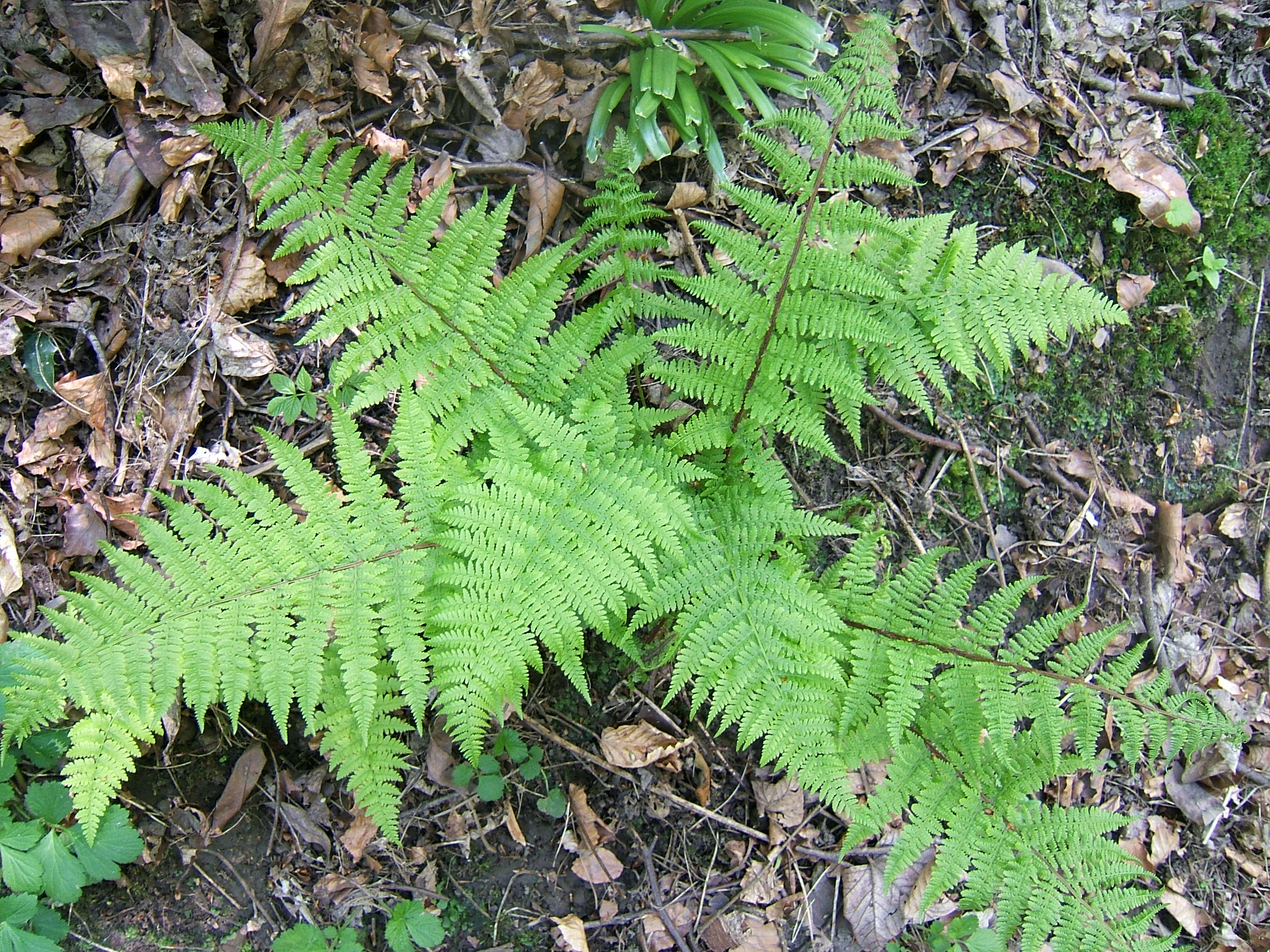
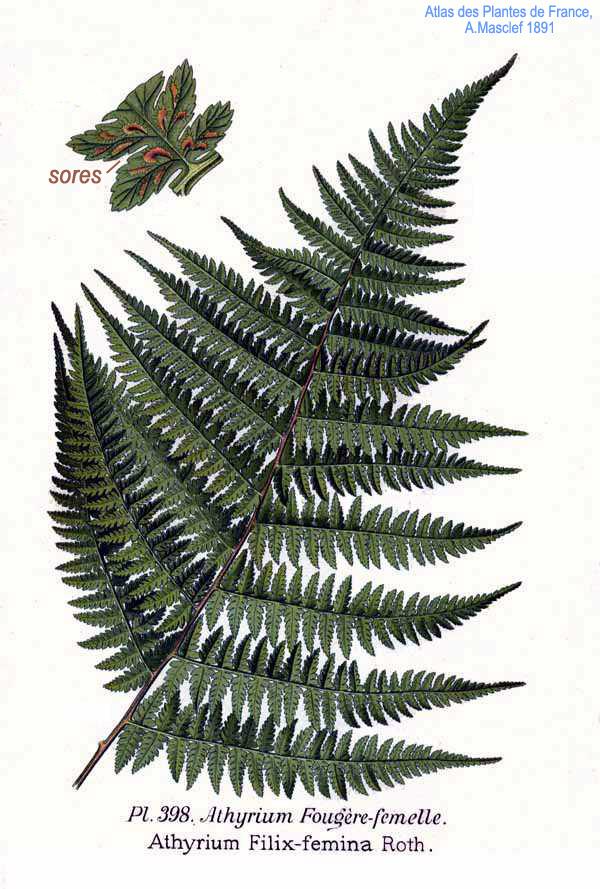
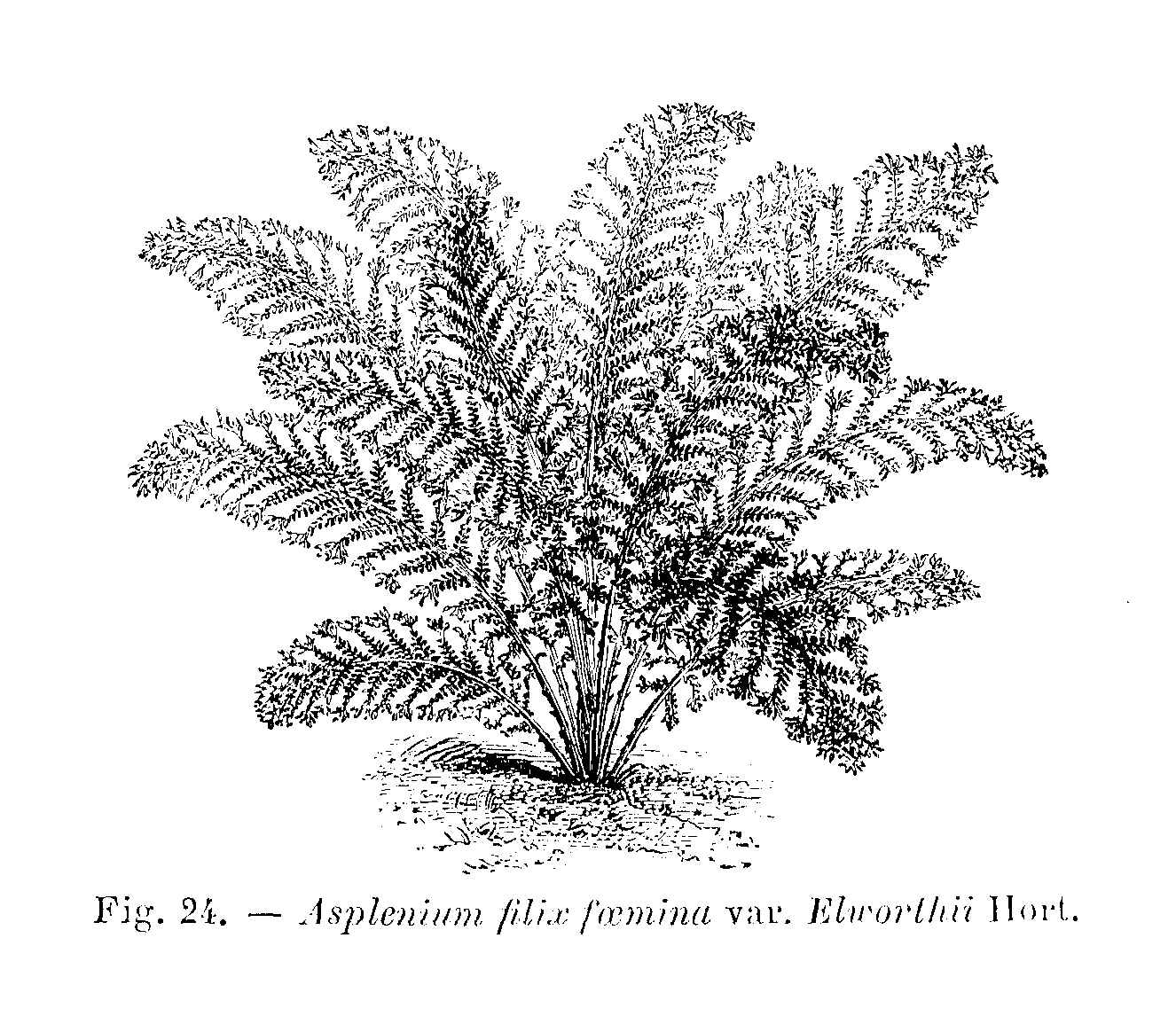
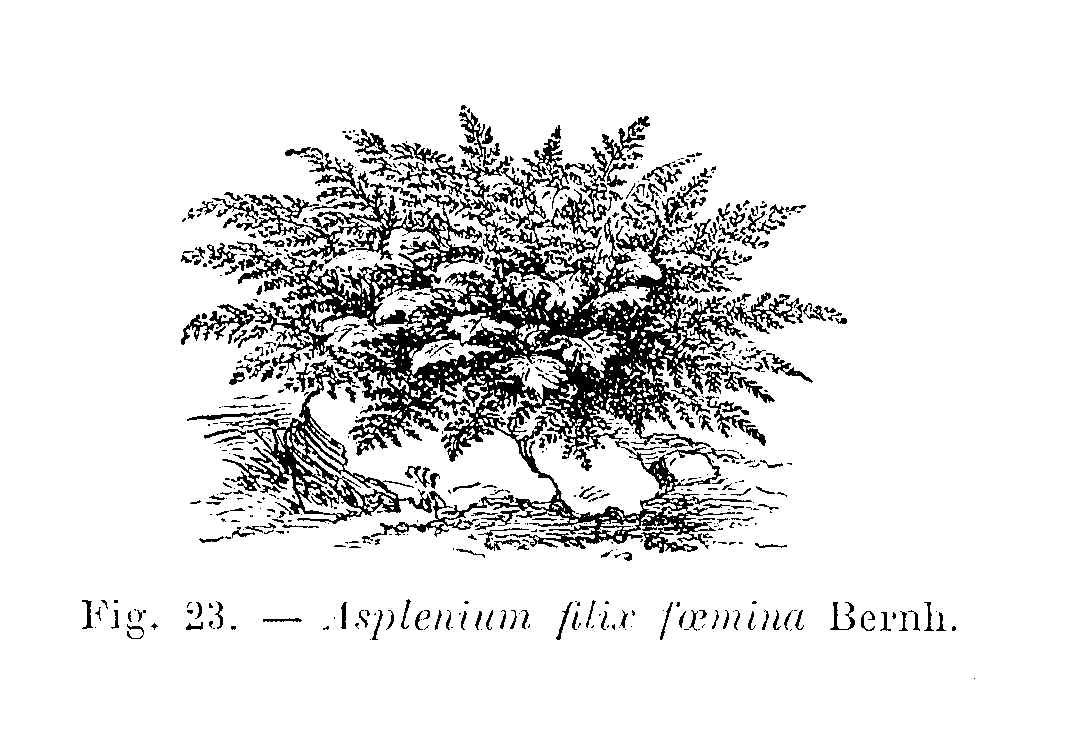